# Arts
Cet article concerne le concept culturel. Pour le concept philosophique, voir Art. Pour les pages d'homonymes voir ART  et, voir Arts (homonymie).

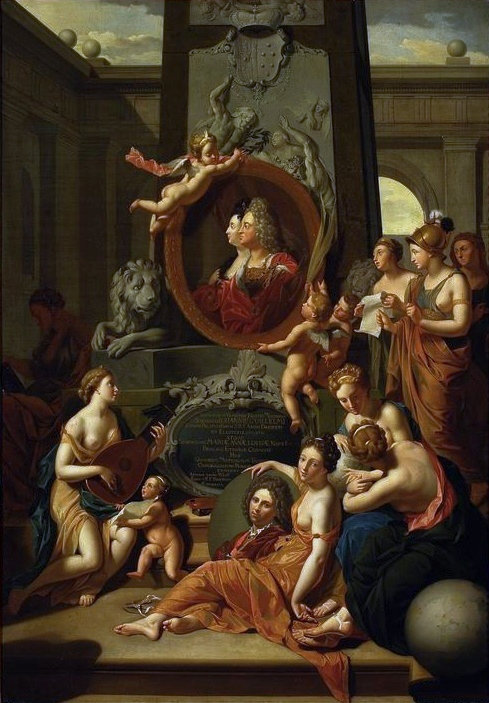
Hommage aux arts - Allégorie de couple électorale du palatinae comme patrons qui représente un double portrait de Johann Wilhelm et sa femme.

Les arts représentent une forme de l'expression du vivant, généralement influencée par la culture et entraînée par une impulsion créatrice. Les arts font partie du ressenti et de la subjectivité, c'est pourquoi une définition finie n'est pas possible. Les éléments majeurs des arts sont la littérature, le spectacle vivant, dont la musique, la danse et le théâtre, les arts culinaires telles que, par exemple : la cuisine, la chocolaterie et la vinification, les arts médiatiques comme la photographie et le cinéma ainsi que les arts visuels qui comprennent le dessin, la peinture et la sculpture. Certaines formes d'art combinent un élément visuel au spectacle (par exemple un film) et l'écrit (par exemple, la bande dessinée).
Des peintures rupestres préhistoriques à nos films modernes, l'art permet de raconter des histoires mais aussi de transmettre la relation de l'humanité avec son environnement.

## Définition
Il existe plusieurs sens possibles aux définitions des termes Art et Arts. La première signification du mot art est la « manière de faire ». La signification actuelle la plus basique, définit les arts comme des activités spécifiques qui permettent de produire chez l'homme de la sensibilité.
Les arts sont également désignés comme regroupant toutes les activités créatives et imaginatives, sans inclure la science,,.
L'art est une activité globale dans laquelle est inclus un grand nombre de disciplines, comme : les beaux-arts, les arts libéraux, les arts visuels, les arts décoratifs, les arts appliqués, le design, l'artisanat, les arts du spectacle... On parle « des arts » quand plusieurs d'entre eux sont évoqués : « Dans tous les arts, le plaisir croît avec la connaissance que l'on a d'eux ». Les arts peuvent-être divisés en plusieurs domaines : 
- Les Beaux-arts qui regroupent, au sens large, tous les arts dont le but est de produire un véritable plaisir esthétique[6].
- Les arts décoratifs et les arts appliqués qui se rapportent à un côté esthétique au quotidien[7].

La classification, la plus courante et actuelle des arts, consiste à en différencier sept : l'architecture, la sculpture, la peinture, la musique, la poésie (et littérature), le spectacle vivant (théâtre, cirque) et le cinéma.
Il y a cependant beaucoup de divergences sur la définition des notions d'« art » et des « arts ». Certains pensent que tout ce qui est créé par l'homme s'apparente à de l'art, d'autres pensent que l'utilisation du terme de l'« art » doit être précis et limité à certains cas. L'art doit alors provoquer des impressions et stimuler les sens. C'est seulement depuis le début du XIXe siècle que les arts sont considérés comme des activités ; ils doivent se soumettre à la vie sociale de leurs époques et, bien souvent, l'État administre les arts (gestion d'œuvres d'art, mécénats d'artistes).
« La notion d’art, qu’il s’agisse de l’art nègre, de l’art crétois ou de l’art impressionniste, reste à la fois imprécise, ineffable et irritante. L’art, c’est ce qui maintient vivante l’idole morte en tant qu’idole. L’art c’est ce qui dans un objet continue à servir quand il ne sert plus à rien. »

## Domaines
Au Moyen Âge, les Artes Liberales (Arts libéraux) sont enseignés dans les universités dans le cadre du Trivium, un programme regroupant la grammaire, la rhétorique et la dialectique, mais aussi du Quadrivium, qui regroupe les arts mathématiques de l'arithmétique, la géométrie, la musique et l'astronomie. Les Artes Mechanicae (Arts mécaniques) comprenant la fabrication de la laine, l'armement, la navigation, l'agriculture, la chasse, la médecine et le théâtre sont pratiqués et développés dans les guildes. La distinction moderne entre les compétences artistiques et non-artistiques apparaît à la Renaissance.
Dans les académies modernes, les arts sont généralement regroupés avec les humanités. Certaines de ces humanités sont l'histoire, la linguistique, la littérature et la philosophie.
Traditionnellement, les arts sont au nombre de sept, bien que la liste ait été élargie à dix. 
Ceux-ci sont :
- l'architecture ;
- la sculpture ;
- la peinture et le dessin ;
- la musique ;
- la littérature et poésie ;
- les arts du spectacle qui sont le théâtre, la danse, le mime et la pantomime, le cirque, l'illusionnisme ;
- le cinéma.

Une liste à laquelle on associe les ajouts modernes de la télévision, de la photographie ou de l'art dramatique selon les sources en numéro huit, de la bande dessinée en numéro neuf et du jeu vidéo en numéro 10.

## Histoire

### Les arts préhistoriques

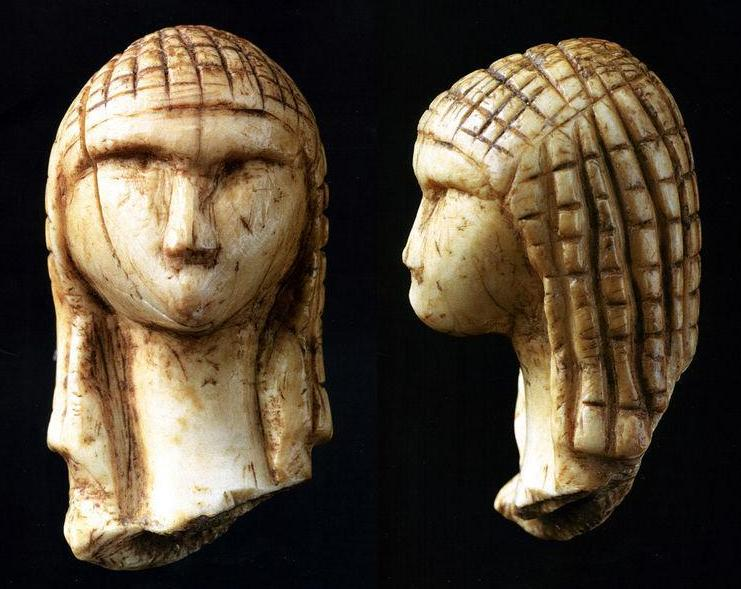
La Dame de Brassempouy.

Si on considère que l'art consiste à bâtir, à sculpter, à réaliser des motifs ornementaux, les arts préhistoriques (art rupestre, art pariétal et l'art mobilier) sont donc les premiers à s'être manifestés. Les premières manifestations de l'art datent de la fin du Paléolithique moyen. Mais ce n'est vraiment que durant le Paléolithique supérieur (30 000 à 12 000 av. J.-C.) que se développe l'art préhistorique, notamment l'art pariétal avec les Vénus paléolithiques. La période du Mésolithique (12 000 à 8 000 av. J.-C.) voit le développement des premiers pétroglyphes et la période du Néolithique (8 000 à 3 000 av. J.-C.) voit la naissance de l'art néolithique, de l'art rupestre du Sahara ainsi que de l'art mégalithique.

### Les arts dans l'Antiquité

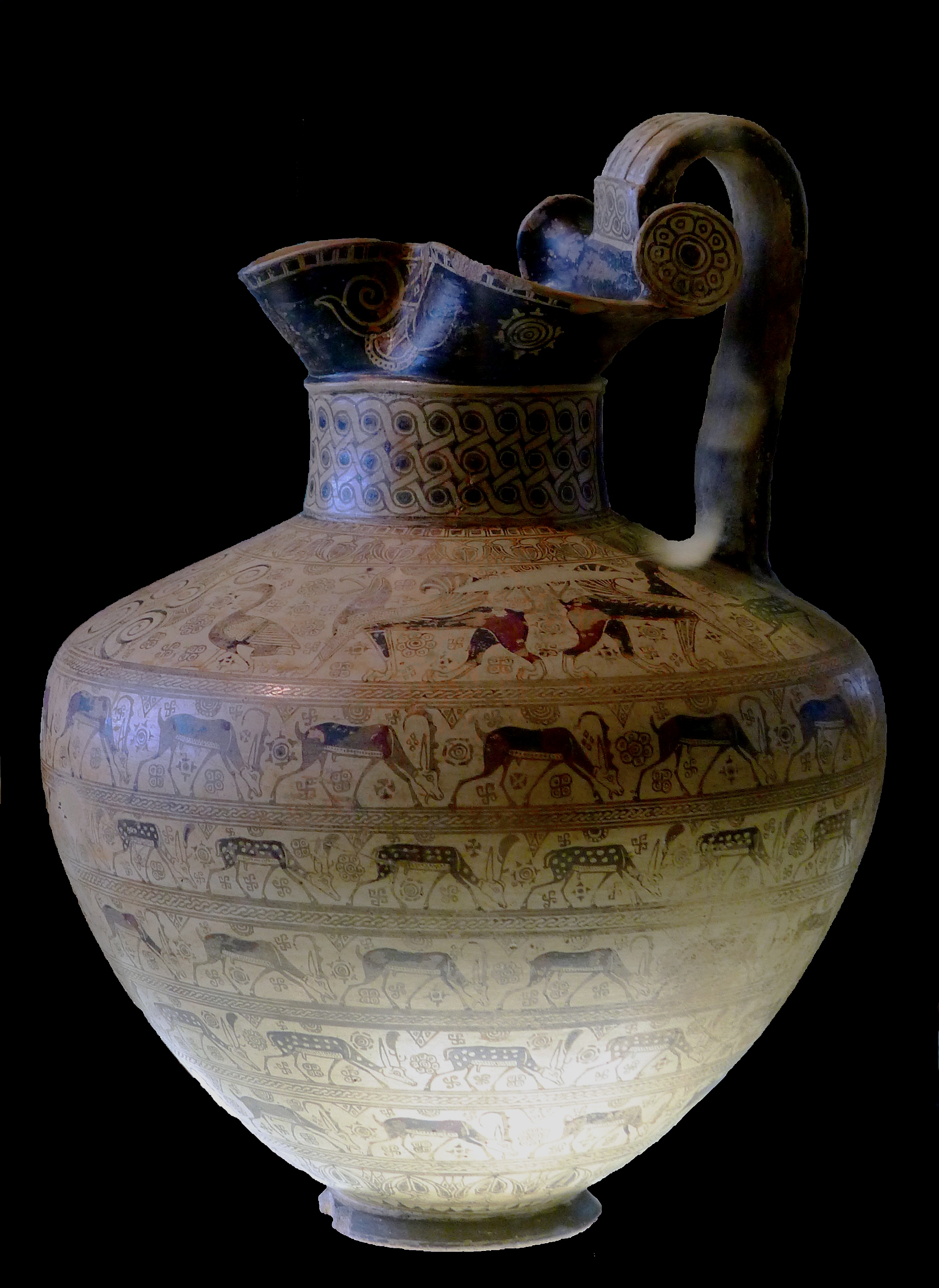
Œnochoé ionique orientalisante de style des "Chèvres sauvages" - Rhodes ou Milet, vers 640-630 av. J.-C. - Musée du Louvre.

L'art de l'Antiquité est divisé en plusieurs parties (géographiques et historiques). En Égypte apparaît l'art égyptien qui se divise en plusieurs grandes périodes artistiques : l'art de Nagada (3 800 à 3 000 av. J.-C.), l'art de l'époque thinite (3 000 à 2 700 av. J.-C.), l'art de l'Ancien empire (2 700 à 2 200 av. J.-C.), l'art du Moyen empire (2 033 à 1 786 av. J.-C.), l'art amarnien (1 400 à 1 300 av. J.-C.), l'art du bas Empire (750 à 30 av. J.-C.) et l'art ptolémaïque (300 à 30 av. J.-C.),.
Durant l'Antiquité se développent également les arts de la civilisation étrusque (art étrusque, 600 à 60 av. J-C.), les arts de la Rome antique (art romain : architecture, littérature, mosaïque, musique, sculpture, etc.). Dans le Proche-Orient ancien se sont également développés plusieurs arts : l'art sumérien, l'art babylonien, l'art élamite, l'art hittite, l'art assyrien, l'art persan et l'art sassanide. Dans les civilisations précolombiennes se développe un art spécifique précolombien : l'art aztèque, les arts précolombiens en Équateur, l'art inca, l'art maya, l'art olmèque, l'art toltèque et l'art zapotèque. En Inde apparaissent l'art bouddhique et l'art gréco-bouddhique. L'art celte (musique, littérature, etc.) se développe également.
Les arts de la Grèce antique (musique, architecture, céramique, théâtre, etc.) sont probablement les plus connus de tous les arts antiques : ils se décomposent en plusieurs périodes : l'art cycladique, l'art crétois, l'art mycénien, l'art de l'époque archaïque, l'art de l'époque classique et l'art hellénistique.

### Les arts à l'époque moderne
On divise les arts de l'époque moderne en trois catégories : les arts du XVe au XVIIIe siècle, les arts modernes et l'art abstrait.
Au Moyen-Orient entre le XVe et le XVIIIe se sont développés l'art safavide, l'art qajar, l'art ottoman et l'art moghol.
Durant la même période se développent en Europe de l'ouest plusieurs mouvements artistiques : la Renaissance, le maniérisme, le baroque, le classicisme, le rococo, le védutisme, le romantisme, le réalisme et le naturalisme.
L'art moderne est notamment composé des mouvements suivants : Impressionnisme, Post-impressionnisme, Pont-Aven, Pointillisme, Fauvisme, Cubisme, Symbolisme, Arts & Crafts au Royaume-Uni, Art nouveau, Dadaïsme, Futurisme, Expressionnisme et Surréalisme.
L'art abstrait se détache de la réalité avec notamment les peintures non figuratives.
« J'appelle art abstrait tout art qui ne contient aucun rappel, aucune évocation de la réalité observée, que cette réalité soit, ou ne soit pas le point de départ de l'artiste. »

### Les arts contemporains
On parle d'art contemporain pour tous les arts et œuvres datant d'après 1945. Les arts contemporains sont présents partout dans le monde : Afrique, Chine, Japon, Cambodge, Roumanie, Algérie...
Les arts contemporains sont présents dans quasiment tous les domaines : musique, architecture, littérature...
Depuis les années 1960, de grand mouvements se partagent l'art contemporain : dans les années 1960 on retrouve l'actionnisme viennois, l'art cinétique, l'art conceptuel, le nouveau réalisme.
Les arts dominants des années 1970 sont l'art corporel, l'hyperréalisme, le Land art et l'art sociologique. Dans les années 1980 apparaissent l'art vidéo, l'art urbain et l'art audiovisuel. Dans les années 1990 on retrouve l'art en ligne, l'art génératif, l'art numérique, l'art relationnel, le bio-art et les arts scientifiques. Les années 2000 voient le développement du pixel art.

### Arts traditionnels
Les arts traditionnels sont composés par les arts premiers et les arts asiatiques.
On retrouve dans les arts premiers : l'art inuit, l'art amérindien, l'art amazonien, l'art africain traditionnel, l'art des aborigènes d'Australie et l'art d'Océanie (art micronésien, art mélanésien et art polynésien). Dans les arts asiatiques on retrouve : l'art bouddhique, l'art du monde indien, l'art tibétain, l'art thaï, l'art chinois et l'art japonais.

## Arts visuels
Arts visuels est une expression transposée du monde anglo-saxon (visual arts) qui n'appartient pas à la taxonomie utilisée traditionnellement en francophonie. L'expression Arts plastiques recouvrent à peu près les mêmes disciplines. 
On appelle les arts visuels, les arts qui produisent des objets perçus essentiellement par l'œil. La notion englobe les arts plastiques traditionnels (les anciens beaux-arts) auxquels s'ajoutent les techniques nouvelles comme la photographie, le cinéma, l'art vidéo, l'art numérique, mais aussi les arts appliqués, les arts décoratifs (par exemple l'art textile, le design, la marqueterie) et l'architecture.

### Dessin
Le dessin est un moyen de fabrication d'une image en deux dimensions, en utilisant une grande variété d'outils et de techniques. Il s'agit généralement de faire des traits sur une surface en appliquant une pression à partir d'un outil pour délimiter des contours. Les outils communs sont les doigts, le crayon, la craie, le fusain, les plumes, les pinceaux, les stylographes (à bille, à plume, tubulaires), les feutres. Les outils numériques permettent aussi de simuler les effets de ceux-ci. 
Les principales techniques utilisées dans le dessin sont : le dessin au trait, hachures parallèles ou croisées, remplissage avec variation de la pression selon l'intensité souhaitée, estompage en frottant à la main ou avec un outil, gommage pour éclaircir, le griffonnage, le pointillé et le mélange de ces techniques. Le dessin est également utilisé pour créer des bandes dessinées en animation par exemple.

### Peinture

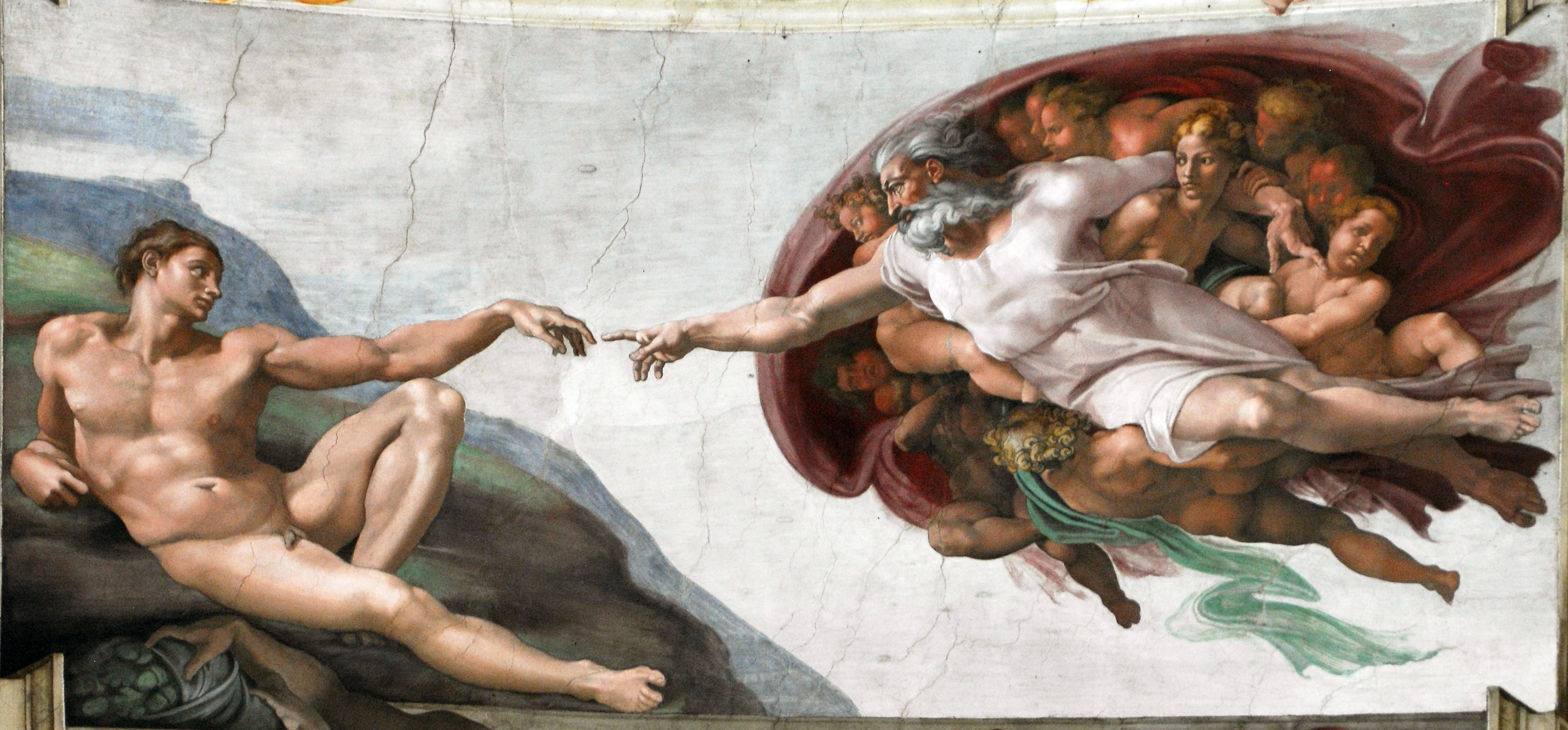
La Création d'Adam de Michel-Ange dans la chapelle Sixtine au Vatican.

La peinture est la pratique d'appliquer des pigments agglomérés par un liant ou médium, mais aussi d'autres composants tels que du solvant, diluant ou adjuvant, sur une surface, ou un support, tel que le papier, une toile, un panneau de bois ou un mur. En 2011, en Afrique du Sud, des archéologues ont rapporté avoir trouvé une substance à base d'ocre, créée par l'homme, remontant à 100 000 ans, qui pourrait avoir été utilisée pour peindre.
La peinture, dans son expression artistique est combinée au dessin, la composition picturale et l'esthétique pour manifester l'intention expressive et conceptuelle de l'artiste. La peinture sert aussi à exprimer des motifs spirituels et des idées : l'expression de cette illustration par la peinture va des personnages mythologiques représentés sur les poteries jusqu'au corps humains de la chapelle Sixtine.
Les artistes modernes étendent leur activité, par exemple, au collage dans le cubisme. Certains peintres intègrent à leurs créations des matières telles que le sable, le ciment, de la paille ou du bois, comme Jean Dubuffet (art brut) ou Anselm Kiefer.

### Photographie
La photographie, en tant qu'art, se réfère à des photographies qui sont créées conformément à la vision créative du photographe. 
La photographie d'art est en contraste avec le photojournalisme, qui fournit un compte rendu visuel des événements d'actualité et la photographie commerciale, dont l'objectif principal est de promouvoir les produits ou services.
Dans la classification des arts, dérivée de celle d'Hegel, la photographie reçoit la huitième place (avec la radiodiffusion et la télévision). Ces trois activités sont parfois regroupées en « arts médiatiques ».

### Sculpture
La sculpture, est un art visuel en trois dimensions qui fait partie des arts plastiques. Le processus sculptural peut varier : enlèvement de matière ou modelage par ajout de matière, comme l'argile. La sculpture peut être de pierre, de métal, en céramique, en bois ou tout autre matériau, mais, depuis le modernisme, les changements dans le processus de sculpture ont conduit à une liberté presque complète des matériaux et des processus. Une grande variété des matériaux sculptés peut être travaillée par enlèvement, assemblage par soudage, modelage, moulage ou fonderie.

### Architecture
Le terme architecture (en latin : architectura), vient du grec ancien : ἀρχιτέκτων - árchitekton (de ἀρχός/ή (árchós/í): « chef, principe » et τέκτων (tékton), qui veut dire «couvrir, constructeur, charpentier» et qui a donné « toiture » en ancien français, devenu «toiture»). L'architecture désigne donc, à l'origine, l'art de clore et de couvrir des lieux et l'architecte celui qui dirige cette opération. À partir du XVIe siècle, les architectes spécialisés dans la conception des bâtiments, des fortifications et des machines pour la guerre prennent le nom d'ingénieurs.
Une définition plus large inclurait la conception de l'environnement bâti : à une macro-échelle l'urbanisme, l'aménagement urbain et l'architecture du paysage, à une micro-échelle, les meubles. La conception architecturale doit souvent répondre à la fois à la faisabilité et au coût pour le constructeur mais aussi sa fonction et l'esthétique pour l'utilisateur.
Dans l'usage moderne, l'architecture est l'art et la discipline de créer du réel, ou déduire un plan implicite ou apparent d'un objet ou d'un système complexe. Le terme peut être utilisé pour désigner l'architecture implicite des choses abstraites, telles que la musique ou les mathématiques, l'architecture apparente des choses naturelles, telles que les formations géologiques, la structure des cellules biologiques mais aussi des architectures explicitement organisées de choses artificielles telles que les logiciels, ordinateurs, les entreprises ou les bases de données en plus des bâtiments. 
Dans chaque utilisation, une architecture peut être considérée comme une application subjective à partir d'un point de vue humain (celui de l'utilisateur dans le cas d'objets abstraits ou physiques) pour les éléments ou composants d'une sorte de structure de système ou ce qui préserve les relations entre les éléments ou les composants.
L'architecture manipule l'espace, le volume, la texture, la lumière, l'ombre ou des éléments abstraits pour atteindre une esthétique agréable. Ceci la distingue de la science appliquée ou de l'ingénierie, qui se concentrent généralement plus sur les aspects fonctionnels et de faisabilité de la conception des constructions ou des structures.
Dans le domaine de l'architecture des bâtiments, les compétences exigées des d'architectes vont du plus complexe, comme un hôpital ou un stade, à une apparence simple, comme la planification résidentielle de maisons. Beaucoup d'œuvres architecturales peuvent aussi être considérées en tant que symboles culturels et politiques ou des œuvres d'art. Le rôle de l'architecte, bien qu'il évolue, est au centre de la conception et la mise en œuvre réussie, ou non, des milieux agréablement construits dans lesquels les gens vivent.

### L'art conceptuel
L'art conceptuel est un art dans lequel le concept, la notion, ou l'idée impliqués dans le travail prime sur les préoccupations esthétiques et matérielles traditionnelles. Beaucoup d'œuvres de l'art conceptuel, parfois appelées installations, peuvent être construites par n'importe qui, simplement en suivant un ensemble d'instructions écrites. Cette méthode est fondamentale pour l'artiste américain Sol LeWitt qui est l'un des premiers à définir l'art conceptuel.

## Arts littéraires
Cet art, relatif à la littérature concerne à l'origine la « chose écrite », c'est-à-dire la lettre. Il évolue à la fin du Moyen Âge vers le sens de « savoir tiré des livres », avant d'atteindre aux XVIIe‑ XVIIIe siècles son sens principal actuel :  ensemble des œuvres écrites ou orales comportant une dimension esthétique par opposition aux sciences. 
La littérature est associée aux livres par lesquels nous parlent à distance les auteurs, mais elle concerne aussi les formes diverses de l'expression orale comme le conte (en plein renouveau depuis une trentaine d'années dans les pays occidentaux), la poésie traditionnelle des peuples sans écriture — dont nos chansons sont les lointaines cousines — ou le théâtre, destiné à être reçu à travers la voix et le corps des comédiens. La technologie numérique est cependant peut-être en train de transformer le support traditionnel de la littérature et sa nature. Le terme regroupe une collection d'écrits qui, dans la culture occidentale, sont principalement la prose, à la fois la fiction et non-fiction, le théâtre et la poésie. Dans une grande partie, sinon la totalité du monde, l'expression linguistique artistique peut aussi être orale et intègre les genres tels que l'épopée, les légendes, la mythologie, les ballades, d'autres formes de poésies orales et les contes issus des folklores. Les arts littéraires et l'écriture créative sont des termes associés.

## Arts du spectacle
Entre les arts plastiques et les arts du spectacle, il existe quelques différences méthodologiques. Pour lancer son activité artistique, qui est généralement une expérience, l'artiste utilise principalement son propre corps, visage ou sa présence. L'artiste plasticien s'appuie normalement sur un objet et utilise des matériaux (tels que l'argile, le métal ou la peinture) pour le créer. Les arts du spectacle incluent l'acrobatie, les arts de la rue, la comédie, la danse, la magie, la musique, l'opéra, l'opérette, le film, la jonglerie, les arts martiaux, ou les arts marchants (en) tels que les fanfares, orchestres de Brass band ou le théâtre. 
Les artistes qui participent à ces arts, devant un public, sont donc appelés artistes, tels que les acteurs, magiciens, comédiens, danseurs, musiciens et chanteurs. Les artistes adaptent souvent leur apparition avec des costumes et du maquillage de scène. Il existe aussi une forme spécialisée de beaux-arts dans laquelle évoluent les artistes qui exercent leur activité face à un public : c'est ce qu'on appelle l'art performance.

### Musique

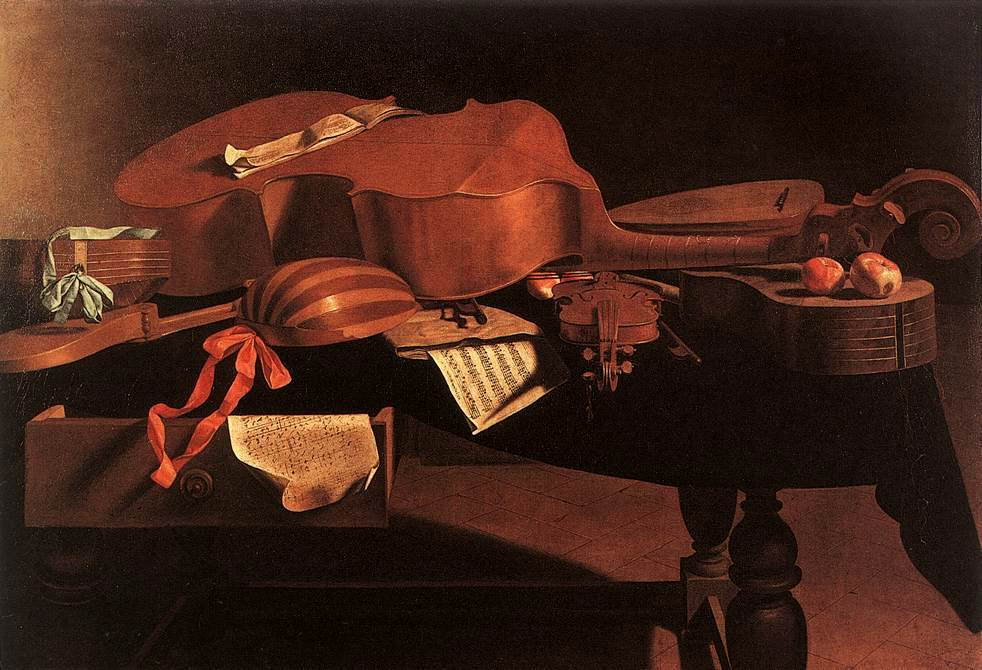
Instruments de musique baroque sur une table par Baschenis (Coll. : Musées royaux des beaux-arts de Belgique).

La musique est l'art qui consiste à arranger et à ordonner ou désordonner sons et silences au cours du temps : le rythme est le support de cette combinaison dans le temps, la hauteur, celle de la combinaison dans les fréquences…
Elle est donc à la fois une création (une œuvre d'art), une représentation et aussi un mode de communication. Elle utilise certaines règles ou systèmes de composition, des plus simples aux plus complexes (souvent les notes de musique, les gammes et autres).  
Elle peut utiliser des objets divers, le corps, la voix, mais aussi des instruments de musique spécialement conçus, et de plus en plus tous les sons (concrets, de synthèses, abstraits…).
La musique a existé dans toutes les sociétés humaines, depuis la Préhistoire. Elle est à la fois forme d'expression individuelle (notamment l'expression des sentiments), source de rassemblement collectif et de plaisir (fête, chant, danse) et symbole d'une communauté culturelle, nationale ou spirituelle (hymne national, musique traditionnelle, musique folklorique, musique religieuse, musique militaire…).

### Théâtre
Le théâtre, au sens artistique, est un spectacle vivant présenté par des comédiens qui jouent le rôle de personnages, réels ou fictifs, devant un public. La pièce de théâtre est limitée en temps et dans l'espace. Le jeu d'acteur peut reposer sur le dialogue écrit, la gestuelle, la musique, la danse, le son. En complément de la présentation traditionnelle, le théâtre peut prendre la forme d'opéra, opérette, ballet, mime, kabuki, danse classique de l'Inde, opéra chinois…

### Mime et pantomime

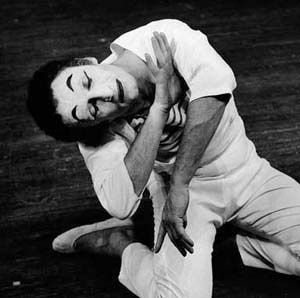
Le mime Marceau, Bip, en action (1963).

Le mime est une personne qui utilise son corps comme un milieu théâtral ou comme un art de la performance pour exprimer une histoire à travers les mouvements du corps, sans aucun discours. Le mime est à distinguer de la comédie silencieuse, où l'artiste est un personnage dans un film ou un sketch. L'histoire présentée par le mime est interprétée par l'imaginaire du spectateur qui le reçoit. 
Dans la pantomime, forme narrative, le spectateur peut ressentir les pensées et la vie intérieure de l'acteur hors de l'articulation du langage. La performance du pantomime remonte à la Grèce antique ; le nom est tiré d'un seul danseur masqué appelé Pantomimus : ses performances ne sont pas forcément silencieuses.

### Cirque
Le cirque est un type de spectacle vivant composé de nombreuses disciplines.
Le cirque traditionnel, familial, repose sur la démonstration de virtuosité des techniques. Les artistes présentent des numéros reposant sur l'adresse, l'équilibre, la force, l'humour (clown), l'acrobatie, l'illusion et la présentation, le dressage d'animaux. Le cirque traditionnel est itinérant.
À partir des années 70, le cirque contemporain s'est détaché de cette tradition familiale et de nouveaux types de spectacles de cirque apparaissent. Tout en gardant la base acrobatique, la maîtrise de l'illusion et le clown, le cirque contemporain s'est rapproché d'autres arts comme la danse et le théâtre en proposant des spectacles mêlant le mouvement à une dramaturgie plus diversifiée. 
Le dressage d'animaux a disparu d'une grande partie des spectacles de cirque contemporain.

### Danse
La danse est une forme d'art qui implique généralement les mouvements du corps, selon un rythme, associé à la musique. Elle est présente dans de nombreuses cultures en tant que forme d'expression émotionnelle, relation sociale, activité physique et est parfois utilisée pour exprimer des idées ou raconter une histoire.  La danse est une forme de communication non verbale entre les humains mais aussi les animaux, comme la danse des abeilles. La danse peut être composée de mouvements techniques (ballet), de pas de base (tango) ou reposer sur une chorégraphie. Les katas, dans les arts martiaux japonais sont souvent comparés à la danse et des sports tels que la gymnastique, le patinage artistique ou la natation synchronisée sont généralement considérés comme de la danse.

### Cinéma
Le cinéma, ou la cinématographie (du grec moderne : κίνημα, kínima : mouvement et γράφειν, gráphein : écriture), est l'art de la photographie animée, c'est-à-dire des films,. Le cinéma est considéré comme le septième art, d'après l'expression du critique Ricciotto Canudo dans les années 1920. La première projection animée remonte à 1877 : Émile Reynaud, professeur de sciences et photographe, crée son jouet optique, le praxinoscope, pour lequel il dessine lui-même des vignettes, amusantes ou poétiques. Le praxinoscope rencontre tout de suite la faveur du public. De nombreux historiens considèrent que le cinéma est né le 28 décembre 1895 à l'occasion de la projection que les frères Lumière organisent à Paris, pour le grand public.

### Arts de la marionnette
Une marionnette est une figurine articulée ou non, en bois, carton ou toutes autres sortes de matériaux (os, cuir ou terre cuite), manipulée par une ou plusieurs personnes (les marionnettistes), traditionnellement cachées dans un castelet.
Leurs formes peuvent être extrêmement variées : marionnettes à fils comme Pinocchio, ou à gaine comme Polichinelle, Punch, Pulcinella, Kasperl, Guignol (les plus connues en Europe), mais aussi marionnettes à tringle, marionnettes à tige des théâtres d'ombres de Chine et d'Indonésie, ou marionnettes sur l'eau vietnamiennes. Les marionnettes représentent des personnages (réels ou imaginaires) ou des animaux ; leur rôle peut être parlé ou muet.
Le mot français « marionnette » est dérivé de Marion, diminutif de Marie, et désignait à l'origine une petite figurine de la Vierge ; dans d'autres langues européennes, le terme s'apparente au mot « poupée » :
« puppet » en anglais, « puppe » en allemand, « pupi » dans le théâtre de marionnettes sicilien (où il existe aussi un dérivé du mot « enfant » : « fantoccio », qu'on retrouve aussi en portugais : « fantoche ») ; en revanche, on dit « marioneta » ou « títeres » en espagnol.

## Autres arts

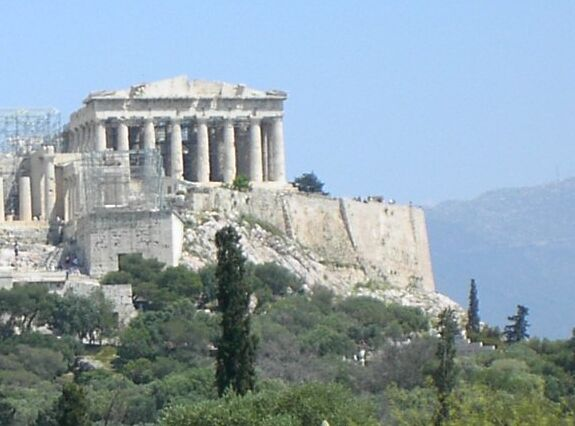
Le Parthénon au sommet de l'Acropole, Athènes, Grèce.

### Arts industriels
Les arts industriels regroupaient autrefois l'ensemble des disciplines allant de la conception industrielle à l'architecture et couvraient l'ensemble des aspects créatifs des métiers de l'ingénierie et des technologies. Aujourd'hui, les arts industriels sont plus largement assimilés au design industriel.

### Arts numériques
L'art numérique désigne un ensemble varié de catégories de création utilisant les spécificités du langage numérique. Il s'est développé comme genre artistique depuis le début des années 1960.
Portée par la puissance de calcul de l'ordinateur et le développement d'interfaces électroniques autorisant une interaction entre le sujet humain, le programme et le résultat de cette rencontre, la création numérique s'est considérablement développée en déclinant des catégories artistiques déjà bien identifiées. En effet, des sous-catégories spécifiques telles que la « réalité virtuelle », la « réalité augmentée », « l’art génératif », ou encore « l’art interactif » viennent compléter les désignations techniques du Net-art, de la photographie numérique ou de l'art robotique.

### Arts de la rue
Les arts de la rue sont souvent rapprochés de l'art urbain.

### Art social
L'art social s'oppose à l'art pour l'art et à l'art institutionnel.

### Art culinaire et arts de la table
La gastronomie est l'étude de la relation entre la culture et la nourriture. On pense souvent à tort que le terme de gastronomie se réfère exclusivement à l'art de la cuisine, mais ce n'est qu'une petite partie de cette discipline. La gastronomie étudie les diverses composantes culturelles de la nourriture. Ainsi, elle est liée aux beaux-arts et aux sciences sociales mais aussi aux sciences naturelles en termes d'activité nutritive humaine et de fonction digestive.

### Arts martiaux et noble art
Les arts martiaux (de l'anglais : martial arts) désignent communément l'ensemble des sports de combat et sont généralement associés aux arts martiaux asiatiques. Toutefois, le terme désigne, à l'origine, le système de combat en Europe, vers 1550. Il est dérivé du latin et signifie arts de Mars, dieu romain de la guerre. Les arts martiaux différent en fonction des continents. Ils existent depuis l'antiquité (Pancrace - Pugilat, l'ancêtre de la boxe anglaise, également appelée noble art).

### Jardinage - horticulture - agriculture
Nombreux ignorent que les arts résident aussi dans la nature, la nature aménagée par l'Homme.
Il existe quelques formes d'art dans les domaines agricoles : paysages, land art, art topiaire, art floral, aménagement paysager…

### Les arts divinatoires
Les arts divinatoires sont les différentes pratiques utilisées pour découvrir le passé, l'avenir, le caché, les trésors, les maladies invisibles, les secrets, les mystères, c'est-à-dire ce qui est inconnu. Ces diverses pratiques remontent à l'antiquité et s'exercent, par exemple, à l'aide d'objets (cartomancie), de lettres (onomancie), de nombres (arithmancie), d'animaux (ornithomancie), de l'étude des configurations célestes (astrologie). La liste de ces pratiques est très variée.

## La critique d'art
Les arts critiques comprennent : 
- la critique architecturale (en),
- la critique d'art,
- la critique de danse (en),
- la critique de film,
- la critique littéraire,
- le journalisme musical,
- la critique de télévision,
- la critique dramatique.